# Looking up Yosemite Valley (Albert Bierstadt)
Looking up the Yosemite Valley, en su título original en inglés, es un lienzo de Albert Bierstadt, de la década de 1860. Albert Bierstadt fue un pintor paisajista, miembro destacado de la llamada "Escuela de las Montañas Rocosas", una rama surgida de la Escuela del río Hudson. Este lienzo complementa el lienzo Looking down the Yosemite Valley, que representa el mismo paraje, casi desde el mismo punto, pero desde la dirección opuesta, o sea observándolo aguas arriba del Río Merced.

## Introducción
En 1859, Albert Bierstadt ya había hecho una primera expedición, acompañando a Frederick W. Lander, al Oeste de Estados Unidos, donde tuvo la oportunidad de contemplar las Montañas Rocosas. En el verano de 1863, Bierstadt viajó por segunda vez, en aquella ocasión con el escritor Fitz Hugh Ludlow, a lo largo de la costa oeste de América del Norte. Fitz H. Ludlow, que era un notable escritor, relata que, después de dejar Mariposa Grove, se encontraron primero con una fuerte subida, después con verdes prados y bosques espesos y, de repente, se abrió ante ellos el Valle de Yosemite. La vista era tan fascinante que se convirtió en el lugar idóneo para siete semanas de estancia y de trabajo. En su relato, Ludlow describe los impresionantes acantilados, las leyendas de los indígenas norteamericanos y el aura del espíritu humano en la impresionante geología, que convertían aquel valle en un jardín del Edén.
Este lienzo fue probablemente pintado circa 1865-67. A mediados de 1864, Bierstadt había completado al menos dos escenas de Yosemite. La primera obra de gran tamaño fue un lienzo vertical titulado Cho-Looke, Yosemite Fall, fechado en 1864. De hecho, entre la realización de Looking down Yosemite Valley -su principal contribución a la Academia Nacional de Dibujo de Estados Unidos del año 1865- y el enorme Domes of Yosemite, completado en 1867, Bierstadt pudo realizar otras obras menores sobre este mismo tema. También es posible que este lienzo fuera realizado después de su segunda visita a este paraje, entre 1871 y 1873, pero la mayoría de sus pinturas sobre Yosemite de la década de los 70, están desprovistos de los detalles anecdóticos humanos como los que hay en esta obra.

## Análisis de la obra
- Firmado en la parte inferior, en la derecha: "ABierstadt". No está fechado.
- Pintura al óleo sobre lienzo; 91,4 x 148,6 cm.; 1865-67 circa; Museo Haggin; Stockton (California)

En comparación con Vista del valle de Yosemite, río abajo, este lienzo representa el paisaje del valle de Yosemite, observado aguas arriba del Río Merced, por lo que El Capitán se ve ahora a la izquierda y la mole de Cathedral Rocks aparece a la derecha. Estas enormes estructuras de granito parecen algo más cercanas, y la base de Bridalveil Fall tiene un aspecto brumoso. El lienzo muestra una extensión más amplia del río Merced y las profundidades del valle son menos brumosas, de manera que, en comparación con el otro lienzo, se ve más claramente tanto la Sentinel Rock como las cimas de la Half Dome y de Clouds Rest.
Los detalles son más nítidos y el artista ha variado las formas de rocas y de los árboles. La topografía general es correcta, pero los motivos secundarios, como los troncos muertos en el río y los árboles a lo largo de su orilla, están colocados para resaltar los gigantescos acantilados y contrastarlos con la luz nebulosa del fondo. La yuxtaposición de unos primeros planos muy trabajados, con unos fondos luminosos que recuerdan a Claudio de Lorena o ,J. M. W. Turner es un método eficaz para dar la ilusión de profundidad. Estos efectos de luz le dan al lienzo un aspecto de ensueño, muy diferente del de la mayoría de los otros artistas de la Escuela del Río Hudson.